# Lobelia nuttallii
Lobelia nuttallii là loài thực vật có hoa trong họ Hoa chuông. Loài này được Schult. mô tả khoa học đầu tiên năm 1819.